# Nokia 6610
Nokia 6610 – model telefonu komórkowego produkowany przez fińską firmę Nokia, działający w sieci GSM 900, 1800, 1900. W przeciwieństwie do Nokii 6610i nie ma wbudowanego aparatu fotograficznego i posiada znacznie mniej pamięci.

## Dane techniczne

### Wyświetlacz
- Wyświetlacz CSTN
- 4 tysiące kolorów
- 128 × 128 pikseli

### Sieci
- 900 GSM
- 1800 GSM
- 1900 GSM

### Transmisja danych
- GPRS transmisja danych do 43,2 Kb/s
- CSD
- HSCSD
- modem
- podczerwień
- USB (z komputerem)

### Funkcje
- SMS
- MMS
- poczta elektroniczna za pośrednictwem SMS
- czat
- aplikacje Java
- dźwięki polifoniczne
- wbudowane radio FM
- kalkulator
- kalendarz
- aplikacje JAVA